# 將軍澳警署

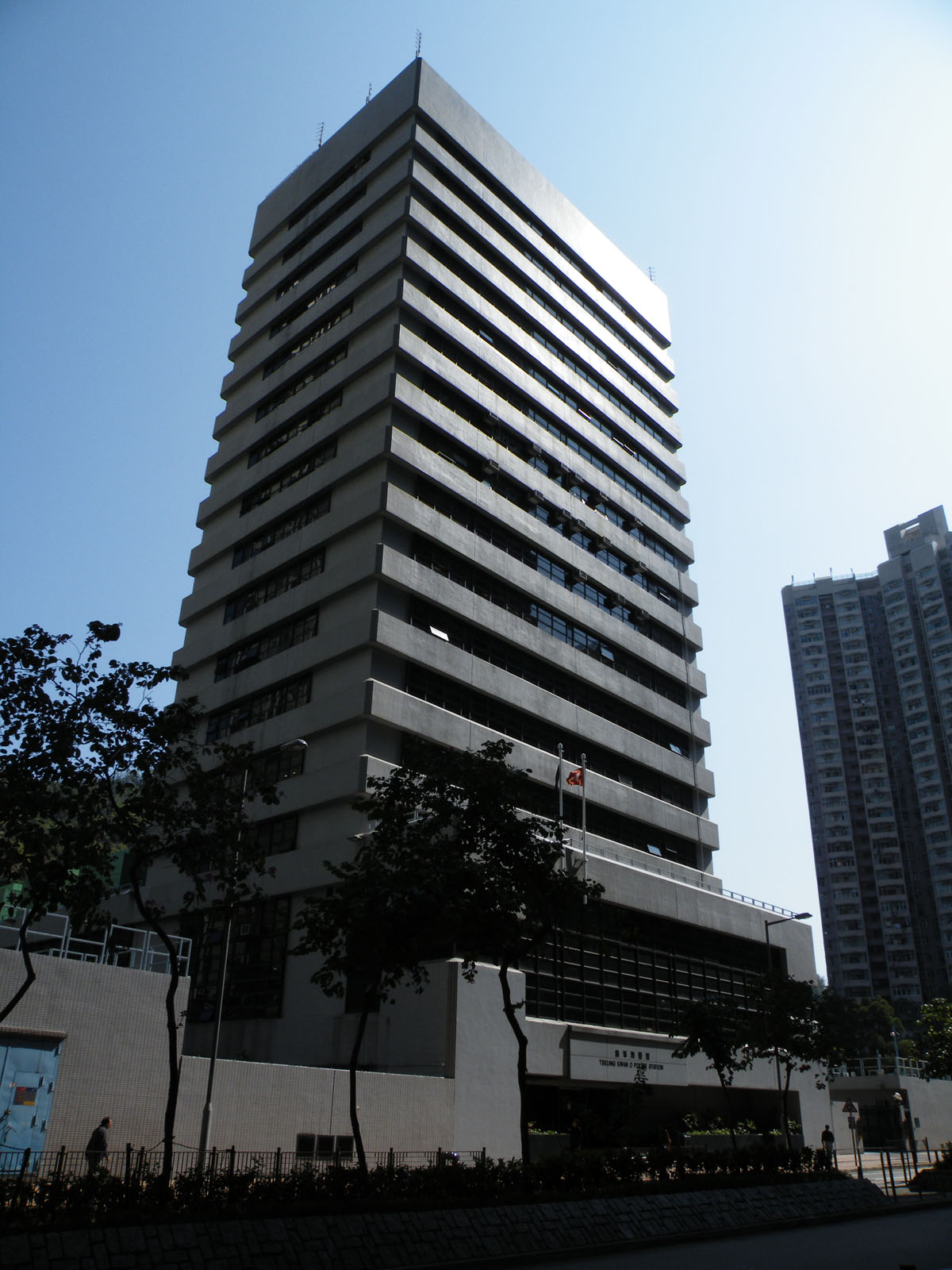
將軍澳警署（外牆翻新前，2009年）

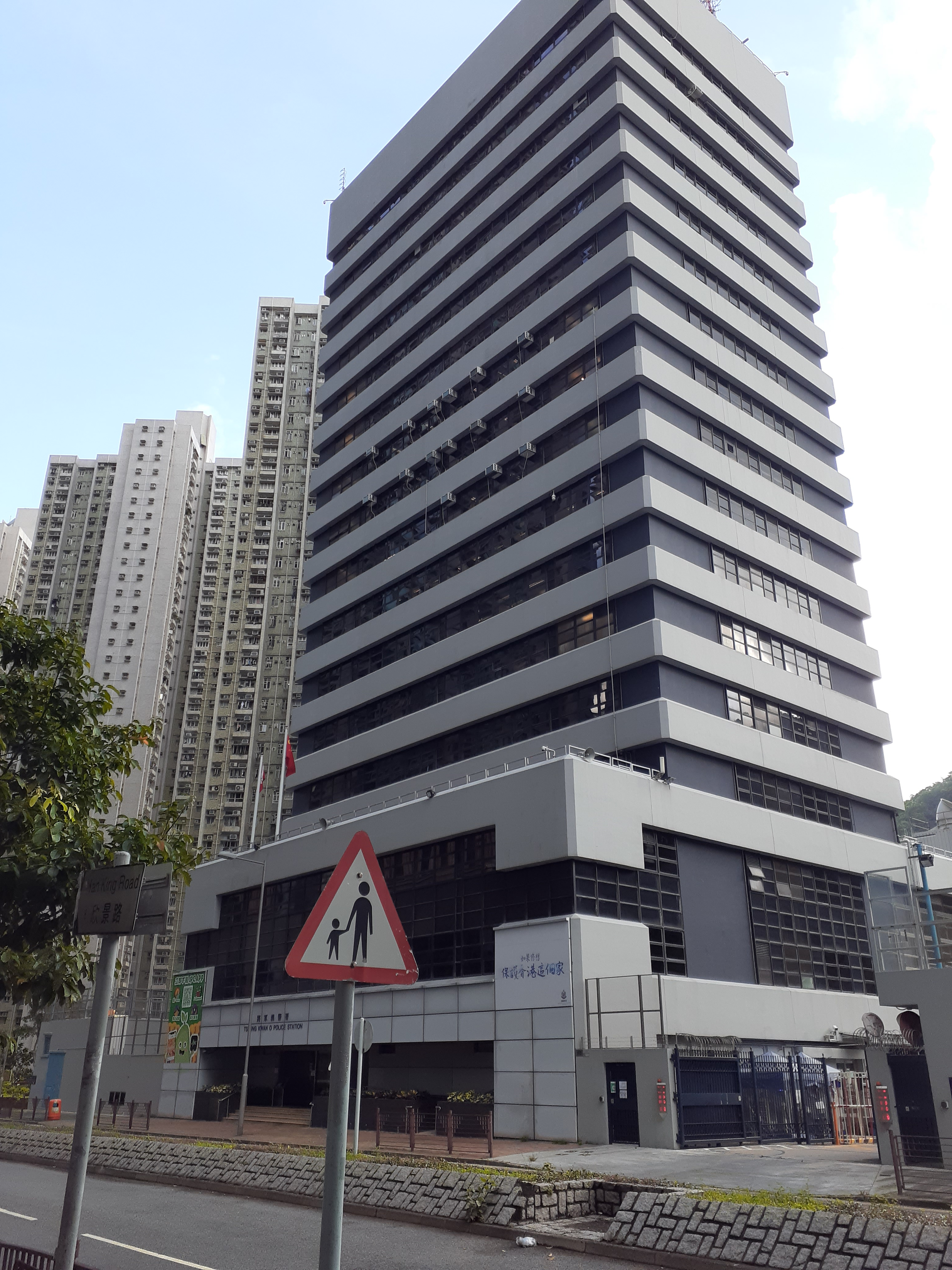
將軍澳警署（外牆翻新後，2021年）

將軍澳警署（英語：Tseung Kwan O Police District Station）又名將軍澳區警署，是香港警務處東九龍總區將軍澳警區的警署，地址位於香港新界將軍澳寶琳北路110號。

## 設計
將軍澳警署樓高16層，有戶外的有蓋停車場以及一片空地，可以提供逾40個車輛泊位。

## 鄰近地點
- 新都城
- 景林邨

## 相關參見
- 差館
- 警區